# Good as Gold (álbum)
Love and Money é um álbum de Eddie Money lançado em 1996.

## Faixas
1. Two Tickets to Paradise
2. Where's the Party
3. Trinidad
4. Hard Life
5. Back on the Road
6. Take Me Home Tonight/Be My Baby
7. Save a Little Room in Your Heart for Me
8. Gimme Some Water
9. So Good to Be in Love Again
10. Bad Girls